# Ліщинська сільська рада (Житомирський район)
Ліщинська сільська рада — колишня адміністративно-територіальна одиниця та орган місцевого самоврядування в Андрушівському, Іванківському (Левківському), Троянівському, Коростишівському і Житомирському районах Волинської округи, Київської й Житомирської областей Української РСР та України з адміністративним центром у с. Ліщин.

## Населені пункти
Сільській раді були підпорядковані населені пункти:
- с. Ліщин
- с. Тарасівка

## Населення
Кількість населення ради, станом на 1923 рік, становила 1 836 осіб, кількість дворів — 427.
Відповідно до результатів перепису населення СРСР, кількість населення ради, станом на 12 січня 1989 року, становила 1 710 осіб.
Станом на 5 грудня 2001 року, відповідно до перепису населення України, кількість мешканців сільської ради становила 1 421 особу.

## Склад ради
Рада складалася з 16 депутатів та голови.

### Керівний склад сільської ради
| ПІБ                          | Основні відомості                                                               | Дата обрання | Дата звільнення |
| ---------------------------- | ------------------------------------------------------------------------------- | ------------ | --------------- |
| Бочковська Галина Михайлівна | Сільський голова, 1961 року народження, освіта, член народної партії            | 26.03.2006   | 31.10.2010      |
| Бочковська Галина Михайлівна | Сільський голова, 1961 року народження, освіта середня спеціальна, позапартійна | 31.10.2010   |                 |

Примітка: таблиця складена за даними джерела

## Історія
Створена 1923 року в містечку Ліщин Котельнянської волості Житомирського повіту Волинської губернії. Станом на 30 січня 1928 року в підпорядкуванні значився хутір Юзефівка, на 1929 рік — хутори Заруддя і Тарасівка. На 1 жовтня 1941 року х. Тарасівка значився у підпорядкуванні Тулинської сільської ради Троянівського району, хутори Заруддя та Юзефівка не перебували на обліку населених пунктів.
Станом на 1 вересня 1946 року сільська рада входила до складу Троянівського району Житомирської області, на обліку в раді перебувало с. Ліщин.
11 серпня 1954 року, відповідно до указу Президії Верховної ради Української РСР «Про укрупнення сільських рад по Житомирській області», до складу ради включено села Тарасівка й Тулин ліквідованої Тулинської сільської ради Троянівського району. 27 червня 1969 року, відповідно до рішення Житмирського облвиконкому № 313 «Про зміни в адміністративно-територіальному поділі», с. Тулин об'єднано із с. Ліщин.
На 1 січня 1972 року сільська рада входила до складу Житомирського району Житомирської області, на обліку в раді перебували села Ліщин і Тарасівка.
Припинила існування 30 грудня 2016 року через об'єднання до складу Станишівської сільської територіальної громади Житомирського району Житомирської області.
Входила до складу Андрушівського (7.03.1923 р.), Іванківського (Левківського, 27.05.1925 р.), Троянівського (15.09.1930 р.), Житомирського (28.11.1957 р., 4.01.1965 р.) та Коростишівського (30.12.1962 р.) районів.